# Mashala S. A. Said Elzawi
 (juin 2017).
 (juin 2015).
Mashala Said Agoub Said, dit Mashala Ezawi, né le 24 septembre 1972 à Agedabia en Libye, est un homme politique libyen. Il est ministre du Pétrole et du Gaz dans le gouvernement libyen depuis 2014.

## Origines
Sixième d'une fratrie de sept enfants, Mashala Ezawi est issu de la tribu Zawi qui couvre un tiers de la Cyrénaïque à l’est de la Libye. Les terres de la tribu Zawi renferment la majorité des ressources libyenne en eau, en pétrole et en or.

## Éducation
Mashala Ezawi est diplômé d’un Master en Ingénierie Électrique (spécialité Énergies Renouvelables) de l’Université de North Umbria à Newcastle en Angleterre et d’un Master en Ingénierie Électrique (spécialité Contrôle) de l’université d’Al Bayan Al Awwal à Benghazi en Libye.

## Fonctions gouvernementales
Mashala Ezawi est ministre du Pétrole et du Gaz dans le gouvernement libyen depuis le mois de septembre 2014. Il est président de l’Assemblée Générale de l’Organisme Exécutif pour le Développement des Zones Pétrolières et membre de l’Assemblée Générale de la Compagnie Nationale du Transport Maritime, de la Compagnie Général de l’Electricité et de la Compagnie Nationale de l’Investissement. 

## Anciens postes
De 1994 à 2009, il est responsable de l’instrumentation chez Sirt Oil & Gas Campany (en) (SOG). Il est coordinateur de projet et responsable d’instrumentation chez Libyan Norwegian Fertilisation Company de 2009 jusqu’en 2014.

## La révolte contre Kadhafi
Pendant la première guerre civile libyenne, Mashala Ezawi est coordinateur de presse étrangère organisant les visites médiatiques des médias étrangers en Libye tels que The Independant, BBC English, The Daily Mirror, El Mundo, Der Spiegel.

## L’après-guerre
Après la première guerre civile libyenne, Mashala Ezawi est membre du Comité de la Relance des Usines et de la Réparation des Dégâts de la Guerre.